# Теодор Антон Ипен
Теодор Антон Ипен (Сеземице, 29. новембар 1861 - Беч, 31. јануар 1935) био је аустроугарски дипломата и албанолог.
Теодор Антон Ипен студирао је оријенталне језике и економију на Оријенталној академији у Бечу. После студија започео је дипломатску каријеру радећи у Аустроугарском конзулату у Скадру у Албанији негдје између 1884 и 1887. Крајем 1887 је именован за Аустроугарског вице-конзула у Пљевљима, а недуго затим у Истанбулу (1891—1893), те Јерусалиму (1893—1895) након чега прелази у Истанбулу (1895—1897), да би се поново вратио у Скадар 1897 гдје је био све до 1904. године.. По потписивању Лондонског угора о миру у јулу 1913. године Велике Силе су донеле одлуку о формирању нове државе на Балканском полуострву, Кнежевине Албаније, која је постала наслиједна кнежевина. У раздобљу између 1921 и 1927. године био је члан Међународне Дунавске Комисије.

## Ипенов рад у Албанији
Своју каријеру у Албанији Теодор Ипен започиње 1897. године, која траје до 1903. био конзул Аустроугарске у османском граду Скадру у Албанији. У октобру 1897 Ипен је путовао по територији централне Албаније и успоставио контакте са важним беговима у Елбасану и Тирани. што је и те како сметало Аустроугарима.
Све радове Теодор Антон Ипен финансирала је влада Аустругарске и њене институције. Његов рад се базирао на успостављању албанских митова у циљу стварања и јачања албанског национализма. Учествовао је у писању и дистрибуирању прве историје Албаније објављене на албанском језику. Инсистирао на томе да је стварање албанског националног идентитета корисно за Аустроугарску. Ипен је здушно подржавао стварање независне државе Албанаца. Исковао је тезу да је Скендербег сахрањен у утврђеном Љешу. Његово мишљење је базирано на делу које је написао Марин Барлети по којем је Скендербег сахрањен у цркви Светог Николе, без навођења да ли је објекат цркве био унутар утврђења или изван њега. Ипен је претпоставио да би тако угледна личност попут Скендербега била сахрањена на најбољем мјесту у граду. Нагађао је да су Османлије претвориле цркву у џамију.
Припадао је је оној групи западних научника која је имала значајну улогу у стварању и ширењу митова Албанског национализма. Типичан примјер је мит о повезаности Али Паше Јањинског са исламским редом Бекташи што је имало за циљ да употреби Бекташизам за стварање идентитета и државе Албанаца. Отворено је пропагирао своје активности финансирања албанских националиста као што је превођење и дистрибуција текстова које је писао албански националиста и писац Сами Фрашери.

### Књиге
- Novibazar und Kossovo (das alte Rascien). Eine studie ... (на језику: German), Vienna: A. Hölder, 1892, OCLC 14192433, Приступљено 01. 07. 2018
- Rascien, Knjižnica Odsjeka za povijest, 1894 |first2= захтева |last2= у Authors list (помоћ)
- Stare crkvene ruševine u Albaniji [Old church ruins in Albania] (на језику: Bosnian), Sarajevo, Austria-Hungary: Zemaljska štamparija, 1899, Архивирано из оригинала 03. 03. 2016. г., Приступљено 01. 07. 2018 |first2= захтева |last2= у Authors list (помоћ)
- Stari spomenici u Albaniji [Old monuments in Albania] (на језику: Bosnian), Sarajevo, Austria-Hungary: Zemaljska štamparija, 1900, Архивирано из оригинала 04. 03. 2016. г., Приступљено 01. 07. 2018 |first2= захтева |last2= у Authors list (помоћ)
- Stare crkve i crkvene ruševine u Albaniji [Old churches and church ruins in Albania] (на језику: Bosnian), Sarajevo, Austria-Hungary: Zemaljska štamparija, 1901, Архивирано из оригинала 14. 08. 2023. г., Приступљено 01. 07. 2018 |first2= захтева |last2= у Authors list (помоћ)
- Das religiöse Protektorat Österreich-Ungarns in der Türkei, in: Die Kultur III, Wien 1901/1902
- Historički gradovi u Albaniji [Historical cities in Albania] (на језику: Bosnian), Sarajevo, Austria-Hungary: Zemaljska štamparija, 1902, Архивирано из оригинала 03. 03. 2016. г., Приступљено 01. 07. 2018 |first2= захтева |last2= у Authors list (помоћ)
- Pečatnik jedne već nestale biskupine u Albaniji (на језику: Bosnian), Sarajevo?, Austria-Hungary: Zemaljska štamparija, 1903?, Архивирано из оригинала 03. 03. 2016. г., Приступљено 01. 07. 2018 |first2= захтева |last2= у Authors list (помоћ); Проверите вредност парамет(а)ра за датум: |date= (помоћ)
- Skutari und die nordalbanische Küstenebene (на језику: German), Sarajevo: D.A. Kajon, 1907, OCLC 25198388, Приступљено 01. 07. 2018 |first2= захтева |last2= у Authors list (помоћ)
- Die Gebirge des nordwestlichen Albaniens (на језику: German), Wien: Lechner, 1908, OCLC 65534766, Приступљено 01. 07. 2018 |first2= захтева |last2= у Authors list (помоћ)
- Illyrisch-albanische forschungen (на језику: German), München, Leipzig: Duncker & Humblot, 1916, OCLC 35691167, Приступљено 01. 07. 2018 |first2= захтева |last2= у Authors list (помоћ) - coauthored with Ludwig Thallóczy; Konstantin Jireček; Milan Šufflay; Ernst C Sedlmayr; Josef Ivanič; Imre Karácson; Béla Péch; Karl Thopia
- Gjerak Karaiskaj, Ardian, ур. (2002). Shqipëria e vjetër : studime gjeografike, etnografike, historike, nga ish-konsulli i përgjithshëm i monarkisë austro-hungareze në Shkodër (на језику: Albanian). Tirana: K&B. ISBN 9789992777763. OCLC 819321262. |first2= захтева |last2= у Authors list (помоћ); Пронађени су сувишни параметри: |editor1=, |editor1-last= и |editor= (помоћ)
- Fejzi Isa Domni, ур. (2003), Coptimi i Shqipnise : Konferencas e pare e Londonit 1912-1913, Konferenca e dyte e Londonit, 1915-1916, Zaptimi i Shqipnise 7 Prille 1939 = The dismemberment of the Albanian nation (на језику: Albanian), Massapequa Park: F. Domni, OCLC 55222354 |first2= захтева |last2= у Authors list (помоћ)

### Чланци
Објављени у часопису 'Гласник земаљског музеја у Босни и Херцеговини', у оквиру серијала 'Збирка повјести' у Земаљској штампарији у Аустругарској у Сарајеву:
- „Crkva u Širdžiju”, WebPAC - Knjižnice Filozofskog fakulteta u Zagrebu, 11, 1899, стр. 13—16, Архивирано из оригинала 14. 08. 2023. г., Приступљено 01. 07. 2018 |first2= захтева |last2= у Authors list (помоћ)
- „Crkve u Šasu”, WebPAC - Knjižnice Filozofskog fakulteta u Zagrebu, 11, 1899, стр. 17—21, Архивирано из оригинала 04. 03. 2016. г., Приступљено 01. 07. 2018 |first2= захтева |last2= у Authors list (помоћ)
- „Crkva u Rubigu”, WebPAC - Knjižnice Filozofskog fakulteta u Zagrebu, 11, 1899, стр. 21—23, Архивирано из оригинала 03. 03. 2016. г., Приступљено 01. 07. 2018 |first2= захтева |last2= у Authors list (помоћ)
- „Crkva u mjestu Lači”, WebPAC - Knjižnice Filozofskog fakulteta u Zagrebu, 11, 1899, стр. 607—610, Архивирано из оригинала 04. 03. 2016. г., Приступљено 01. 07. 2018 |first2= захтева |last2= у Authors list (помоћ)
- „Ruševine crkve sv. Nikole u Šatima”, WebPAC - Knjižnice Filozofskog fakulteta u Zagrebu, 12, 1900, стр. 83—92, Архивирано из оригинала 04. 03. 2016. г., Приступљено 01. 07. 2018 |first2= захтева |last2= у Authors list (помоћ)
- „Ruševina crkve u Ostrošu”, WebPAC - Knjižnice Filozofskog fakulteta u Zagrebu, 12, 1900, стр. 92—97, Архивирано из оригинала 03. 03. 2016. г., Приступљено 01. 07. 2018 |first2= захтева |last2= у Authors list (помоћ)
- „Stari spomenici u Albaniji”, WebPAC - Knjižnice Filozofskog fakulteta u Zagrebu, 12, 1900, стр. 511—531, Архивирано из оригинала 22. 10. 2016. г., Приступљено 01. 07. 2018 |first2= захтева |last2= у Authors list (помоћ)
- „Starine iz Albanije”, WebPAC - Knjižnice Filozofskog fakulteta u Zagrebu, 13, 1901, стр. 117—120, Архивирано из оригинала 14. 08. 2023. г., Приступљено 01. 07. 2018 |first2= захтева |last2= у Authors list (помоћ)
- „Nadgrobni spomenik kneza Karla Topije od Albanije”, WebPAC - Knjižnice Filozofskog fakulteta u Zagrebu, 13, 1901, стр. 439—442, Приступљено 01. 07. 2018 |first2= захтева |last2= у Authors list (помоћ)[мртва веза]
- „Stare crkve i crkvene ruševine u Albaniji”, WebPAC - Knjižnice Filozofskog fakulteta u Zagrebu, 13, 1901, стр. 577—588, Архивирано из оригинала 14. 08. 2023. г., Приступљено 01. 07. 2018 |first2= захтева |last2= у Authors list (помоћ)
- „Prehistorički nalazi iz Albanije”, WebPAC - Knjižnice Filozofskog fakulteta u Zagrebu, 13, 1901, стр. 603—608, Архивирано из оригинала 03. 03. 2016. г., Приступљено 01. 07. 2018 |first2= захтева |last2= у Authors list (помоћ)
- „Historički gradovi u Albaniji”, WebPAC - Knjižnice Filozofskog fakulteta u Zagrebu, 14, 1902, стр. 177—199, Архивирано из оригинала 03. 03. 2016. г., Приступљено 01. 07. 2018 |first2= захтева |last2= у Authors list (помоћ)
- „Pečatnik jedne već nestale biskupije u Albaniji”, WebPAC - Knjižnice Filozofskog fakulteta u Zagrebu, 14, 1902, стр. 367—368, Приступљено 01. 07. 2018 |first2= захтева |last2= у Authors list (помоћ)[мртва веза]
- „Još nešto o starim crkvama u Šasu i Rubigu u Albaniji”, WebPAC - Knjižnice Filozofskog fakulteta u Zagrebu, 14, 1902, стр. 552—557, Архивирано из оригинала 04. 03. 2016. г., Приступљено 01. 07. 2018 |first2= захтева |last2= у Authors list (помоћ)
- „Arheološke bilješke iz Albanije”, WebPAC - Knjižnice Filozofskog fakulteta u Zagrebu, 15, 1903, стр. 181—183, Архивирано из оригинала 03. 03. 2016. г., Приступљено 01. 07. 2018 |first2= захтева |last2= у Authors list (помоћ)

Објављено у'Die Kultur', Беч, Аустроугарска:
- Das religiöse Protectorat Österreich-Ungarns in der Türkei, Volume 3 (1901/1902), 298-310